# 大久保満男
大久保 満男（おおくぼ みつお、1942年2月24日 - ）は、日本の歯科医師。元日本歯科医師会会長。NPO法人ハート・リング運動 特別顧問。

## 略歴・人物
1960年、静岡県立静岡高等学校卒業。1966年、日本大学歯学部卒業。1967年、歯科大久保医院を開設。1980年、静岡県立静岡北養護学校医。1985年～1988年、静岡市歯科医師会会長、1991年～1994年日本歯科医師会公衆衛生委員会委員、2000年～2006年、静岡県歯科医師会会長。2000年～2003年、日本歯科医師会理事を経て、2006年～2015年、同会長。日本歯科医師連盟会長、財団法人8020推進財団 理事長など要職を歴任。2009年、経済危機克服のための「有識者会合」メンバー。サンスターグループ顧問。米国歯科医師会名誉会員。NPO法人ハート・リング運動 特別顧問。
静岡県立美術館、静岡音楽館 AOI、静岡県舞台芸術センターの創設に関わる。静岡県文化財団評議員。妻と共に画廊を運営。

## 著書・編書
- 『マンガでわかるオーラルフレイル : 心身の衰え (フレイル) はお口 (オーラル) から始まります』 大久保 満男, 飯島勝矢 著 主婦の友社 2019.3
- 『歯科詩集 : は、は、は、歯のおはなし』 やなせたかし 著 ; 大久保 満男 監修 かまくら春秋社 2013.3
- 『生活の医療』 大久保 満男, 大島伸一 編 中央公論新社 2012.2
- 『3.11の記録』 大久保 満男, 大島伸一 編 中央公論新社 2012.4
- 『いのちと食』 大久保 満男, 大島伸一 編 中央公論新社 2012.6

## 受章
- 2017年 旭日重光章[7]。